# Tomasz Mrowka
Tomasz Mrowka (State College, 8 de setembro de 1961) é um matemático estadunidense.
Para 2018 está convidado como palestrante do Congresso Internacional de Matemáticos no Rio de Janeiro.